# Musiran Darmosuwito
Musiran Darmosuwito ist ein ehemaliger Kommodore der indonesischen Luftwaffe. Er gehörte zeitweise dem militärischen Geheimdienst an.

## Wirken
Nach mehrjährigem Militärdienst wurde Musiran bei der Generalinspektion des Innenministeriums Regionalinspektor (Itwil) IV. Ab 1998 war er stellvertretender Gouverneur der Provinz Timor Timur, des seit 1975 von Indonesien besetzte Osttimor. In diese Zeit fällt das Unabhängigkeitsreferendum in Osttimor 1999, bei dem sich die Bevölkerung mehrheitlich für die Loslösung von Indonesien aussprach. Daraufhin wurde in der Operation Donner ein Großteil des Landes zerstört. Am 19. Oktober verzichtete das indonesische Parlament auf die Annexion Osttimors und Indonesien zog sich bis zum 1. November aus Osttimor zurück.
Am 15. April 2000 wurde Musiran geschäftsführender Gouverneur von Irian Jaya (Westneuguinea). Irian Jaya war 1963 von Indonesien annektiert worden. Seitdem kämpfte eine Unabhängigkeitsbewegung für die Befreiung von Indonesien. Der bisherige Amtsinhaber Freddy Numberi war als Staatsminister für Verwaltungsreform in die indonesische Regierung berufen worden. Musiran sollte die Neuwahl eines Provinzgouverneurs vorbereiten. Die Führer der einheimischen Bevölkerung hatten sich auf das Abhalten einer Versammlung über die Zukunft von Westneuguinea geeinigt. Ab dem 29. Mai 2000 tagte der Zweite Papua-Volkskongress. In der Woche zuvor hatte Indonesiens Vizepräsidentin Megawati Sukarnoputri Irian Jaya besucht und zeigte sich von den Unabhängigkeitsdemonstrationen tief beeindruckt. Dies spiegelt sich auch in Musirans Bericht wider, den er am 2. Juni dem Innenministerium übermittelte. Infolge entstand ein Geheimdokument mit dem Namen „Operationsplan für territoriale Konditionierung und die Einrichtung eines Kommunikationsnetzwerks zur Bewältigung der Richtung der politischen Entwicklungen in Irian Jaya (Papua) zugunsten der Unabhängigkeit und der Forderung nach einer Trennung von Indonesien“, das später durchsickerte. Darin waren offene und geheime Maßnahmen gegen die Unabhängigkeitsbewegung aufgeführt.
Der Zweite Papua-Volkskongress proklamierte am 4. Juni die erneute Unabhängigkeit der Republik Westpapua und ließ die Morgensternflagge setzen, die Flagge der Unabhängigkeitsbewegung. Musiran hatte den Kongress weiter tagen lassen, wahrscheinlich auf Anweisung von Indonesiens Präsident Abdurrahman Wahid, der noch hoffte, dass der Kongress einen Verbleib bei Indonesien beschließen werde. Die Unabhängigkeitserklärung wurde von Indonesien nicht akzeptiert. Musiran blieb noch bis zum 23. November 2000 im Amt. Danach folgte die 90 Tage dauernde Operasi Sadar Matoa 2000, in der die indonesische Polizei gegen die Unabhängigkeitsbewegung und ihre Sympathisanten vorging.
Im Prozess wegen Hochverrats gegen die papuanischen Unabhängigkeitsaktivisten trat Musiran 2003 als Zeuge auf und wurde zu den Vorgängen um die Unabhängigkeitserklärung befragt.